# Biedebach
Biedebach ist ein Ortsteil der Gemeinde Ludwigsau im nordhessischen Landkreis Hersfeld-Rotenburg im östlichen Teil des Knülls.
Der Ort liegt, von Wald umgeben, im Biedebachtal. Durch Biedebach fließt der gleichnamige Bach, der dem Ort seinen Namen gab. Er mündet in den Rohrbach. Durch den Ort führt keine klassifizierte Straße.

## Geschichte
Erstmals erwähnt wurde der Ort, soweit bekannt, im Jahre 1369. In früheren Zeiten wurde in Biedebach Leinen hergestellt.
Zum 31. Dezember 1971 wurde die bis dahin selbständige Gemeinde Biedebach im Zuge der Gebietsreform in Hessen auf freiwilliger Basis in die neue Gemeinde Ludwigsau eingegliedert. Für alle ehemals eigenständigen Gemeinden von Ludwigsau wurde je ein Ortsbezirk mit Ortsbeirat und Ortsvorsteher nach der Hessischen Gemeindeordnung gebildet.

## Bevölkerung
Einwohnerstruktur 2011
Nach den Erhebungen des Zensus 2011 lebten am Stichtag dem 9. Mai 2011 in Biedebach 105 Einwohner. Darunter waren keine Ausländer. Nach dem Lebensalter waren 15 Einwohner unter 18 Jahren, 30 zwischen 18 und 49, 18 zwischen 50 und 93 und 42 Einwohner waren älter. Die Einwohner lebten in 45 Haushalten. Davon waren 3 Singlehaushalte, 18 Paare ohne Kinder und 15 Paare mit Kindern, sowie 9 Alleinerziehende und keine Wohngemeinschaften. In 12 Haushalten lebten ausschließlich Senioren und in 18 Haushaltungen lebten keine Senioren.
Einwohnerentwicklung
| Biedebach: Einwohnerzahlen von 1834 bis 2011 | Biedebach: Einwohnerzahlen von 1834 bis 2011 | Biedebach: Einwohnerzahlen von 1834 bis 2011 | Biedebach: Einwohnerzahlen von 1834 bis 2011 | Biedebach: Einwohnerzahlen von 1834 bis 2011 |
| --- | -------------------------------------------- | -------------------------------------------- | -------------------------------------------- | -------------------------------------------- |
| Jahr |                                              |                                              |                                              | Einwohner                                    |
| 1834 | 1834                                         |                                              | 154                                          | 154                                          |
| 1840 | 1840                                         |                                              | 158                                          | 158                                          |
| 1846 | 1846                                         |                                              | 176                                          | 176                                          |
| 1852 | 1852                                         |                                              | 162                                          | 162                                          |
| 1858 | 1858                                         |                                              | 150                                          | 150                                          |
| 1864 | 1864                                         |                                              | 189                                          | 189                                          |
| 1871 | 1871                                         |                                              | 181                                          | 181                                          |
| 1875 | 1875                                         |                                              | 201                                          | 201                                          |
| 1885 | 1885                                         |                                              | 174                                          | 174                                          |
| 1895 | 1895                                         |                                              | 171                                          | 171                                          |
| 1905 | 1905                                         |                                              | 158                                          | 158                                          |
| 1910 | 1910                                         |                                              | 165                                          | 165                                          |
| 1925 | 1925                                         |                                              | 143                                          | 143                                          |
| 1939 | 1939                                         |                                              | 164                                          | 164                                          |
| 1946 | 1946                                         |                                              | 217                                          | 217                                          |
| 1950 | 1950                                         |                                              | 190                                          | 190                                          |
| 1956 | 1956                                         |                                              | 149                                          | 149                                          |
| 1961 | 1961                                         |                                              | 152                                          | 152                                          |
| 1967 | 1967                                         |                                              | 140                                          | 140                                          |
| 1970 | 1970                                         |                                              | 138                                          | 138                                          |
| 1980 | 1980                                         |                                              | ?                                            | ?                                            |
| 1990 | 1990                                         |                                              | ?                                            | ?                                            |
| 2000 | 2000                                         |                                              | ?                                            | ?                                            |
| 2011 | 2011                                         |                                              | 105                                          | 105                                          |
| Datenquelle: Historisches Gemeindeverzeichnis für Hessen: Die Bevölkerung der Gemeinden 1834 bis 1967. Wiesbaden: Hessisches Statistisches Landesamt, 1968. Weitere Quellen: LAGIS; Zensus 2011 |                                              |                                              |                                              |                                              |

Historische Religionszugehörigkeit
| • 1885: | 170 evangelische (= 97,70 %), vier katholische (= 2,30 %) Einwohner |
| • 1961: | 140 evangelische (= 92,11 %), 8 katholische (= 5,26 %) Einwohner    |

## Politik
Für Biedebach besteht ein Ortsbezirk (Gebiete der ehemaligen Gemeinde Biedebach) mit Ortsbeirat und Ortsvorsteher nach der Hessischen Gemeindeordnung.
Der Ortsbeirat besteht aus fünf Mitgliedern. Seit den Kommunalwahlen in Hessen 2021 ist die Ortsvorsteherin Sandra Hess.

## Infrastruktur
Im Ort gibt es ein Dorfgemeinschaftshaus, in dem ein Gemeinderaum der evangelischen Kirchengemeinde und auch die Freiwillige Feuerwehr untergebracht sind, sowie einen Kinderspielplatz. Den öffentlichen Personennahverkehr stellt die ÜWAG Bus GmbH sicher.